# Paavo Nuotio
Paavo Ferdinand Nuotio (ur. 13 marca 1901 w Heinola, zm. 14 listopada 1968 w Lahti) – fiński narciarz. Olimpijczyk i uczestnik mistrzostw świata.
W 1928 wziął udział w zimowych igrzyskach olimpijskich w Sankt Moritz. W konkursie kombinatorów norweskich uplasował się na 4. pozycji, a w skokach narciarskich, po skokach na odległość 50 i 56 metrów (pierwszy z nich był ówczesnym rekordem olimpijskim), zajął 11. miejsce.
Oprócz startu w Sankt Moritz, który miał jednocześnie rangę igrzysk olimpijskich i mistrzostw świata, Nuotio dwukrotnie brał udział w rywalizacji skoczków narciarskich na mistrzostwach świata seniorów – w 1926 w Lahti (w źródłach nie zachował się jego ostateczny wynik – wiadomo jedynie, iż w drugiej serii oddał skok na odległość 36,5 metra) i w 1929 w Zakopanem, gdzie, po skokach na odległość 48 i 53 metrów, zajął 8. miejsce.
W 1929 wziął także udział w rywalizacji kombinatorów norweskich na mistrzostwach świata seniorów, plasując się na 7. pozycji, a trzy lata wcześniej zajął 20. miejsce.
Trzy razy (w 1925, 1927 i 1935) zwyciężał w konkursach skoczków narciarskich na Igrzyskach Narciarskich w Lahti, a raz (1924) zajął w tych zawodach 2. miejsce.
W 1925 został mistrzem Finlandii w skokach narciarskich, a rok wcześniej zdobył srebrny medal imprezy tej rangi.
Uprawiał również pesäpallo, grając w rozgrywkach o mistrzostwo Finlandii w tej dyscyplinie sportu.